# Москва (кинотеатр, Минск)
«Москва» — широкоформатный кинотеатр, первый широкоформатный кинотеатр в Минске и Белоруссии. Расположен на проспекте Победителей, 13. Открыт 19 сентября 1980 года.
Сейчас оснащён стереозвуковой системой DTS Surround System.

## История и описание
Кинотеатр «Москва» построен по индивидуальному проекту архитекторов «Белгоспроекта» В. Крамаренко, В. Щербина, М. Виноградова. Возведение кинотеатра начали в 1976 году строители треста № 7 комбината «Минскстрой». На время открытия это был крупнейший кинотеатр в Белоруссии.
Фильмы в кинотеатре демонстрируются со звуком по системе dolby. Кинотеатр имеет два зала — на 260 мест и на 1070 мест, рассчитанных на показ кинофильмов, проведение конференций или концертов. В фойе кинотеатра расположен выставочный зал, лекционный зал на 120 мест, предназначенный также для показа короткометражных фильмов. Так же в нём находится Минский театр-студия киноактёра, рассчитанная на 260 мест, «Парадиз Шоу», есть бильярдный зал, бар, проходят вечерние дискотеки.
Первоначально проектировщиками предусматривались и помещение для музея, в котором планировалось открыть экспозицию фотографий и кинодокументов, посвященных городу-герою Москве и киностудии «Мосфильм». В архитектурном решении фасада и интерьеров здания авторами проекта широко использованы элементы монументального искусства.
Перед кинотеатром образована небольшая площадь с двумя фонтанами по краям кинотеатра. Напротив кинотеатра, по проспекту Победителей расположен Дворец спорта.

## Проект реконструкции
В ноябре 2019 года городской архитектурный совет поддержал идею реконструкции кинотеатра «Москва», в ходе которой здание может кардинально изменить свой внешний вид. Предложенная концепция предполагает появление массивного стеклянного фасада и конструкций из металла, которые укрепят нависающий над главным входом объём зрительного зала.
По официальным данным, необходимость разработки проекта была продиктована конструктивным дефектом, допущенным ещё на стадии строительства.
«При строительстве кинотеатра были неправильно заармированы несущие конструкции, на которые опирается консоль. Они дали трещины, их усилили вантами — специальными тросами. С тех пор прошло немало времени, и тросы приходят в негодность», — сообщали в «Белгоспроекте».
Проект реконструкции на градостроительном совете представлял один из соавторов кинотеатра «Москва» архитектор Виктор Крамаренко. Его коллеги Владимир Щербина и Михаил Виноградов, принимавшие участие в создании кинотеатра, выступили против проекта реконструкции. По их мнению, исторический облик здания должен быть сохранен. Высказывались мнения, что усиление конструкций может быть проведено без изменения его архитектуры.
Петицию за сохранение оригинального облика кинотеатра за несколько дней подписали более 1200 человек.